# Cotylédon
Pour l’article ayant un titre homophone, voir Cotyledon.
Pour l’article homonyme, voir Umbilicus rupestris pour l'espèce de plantes.

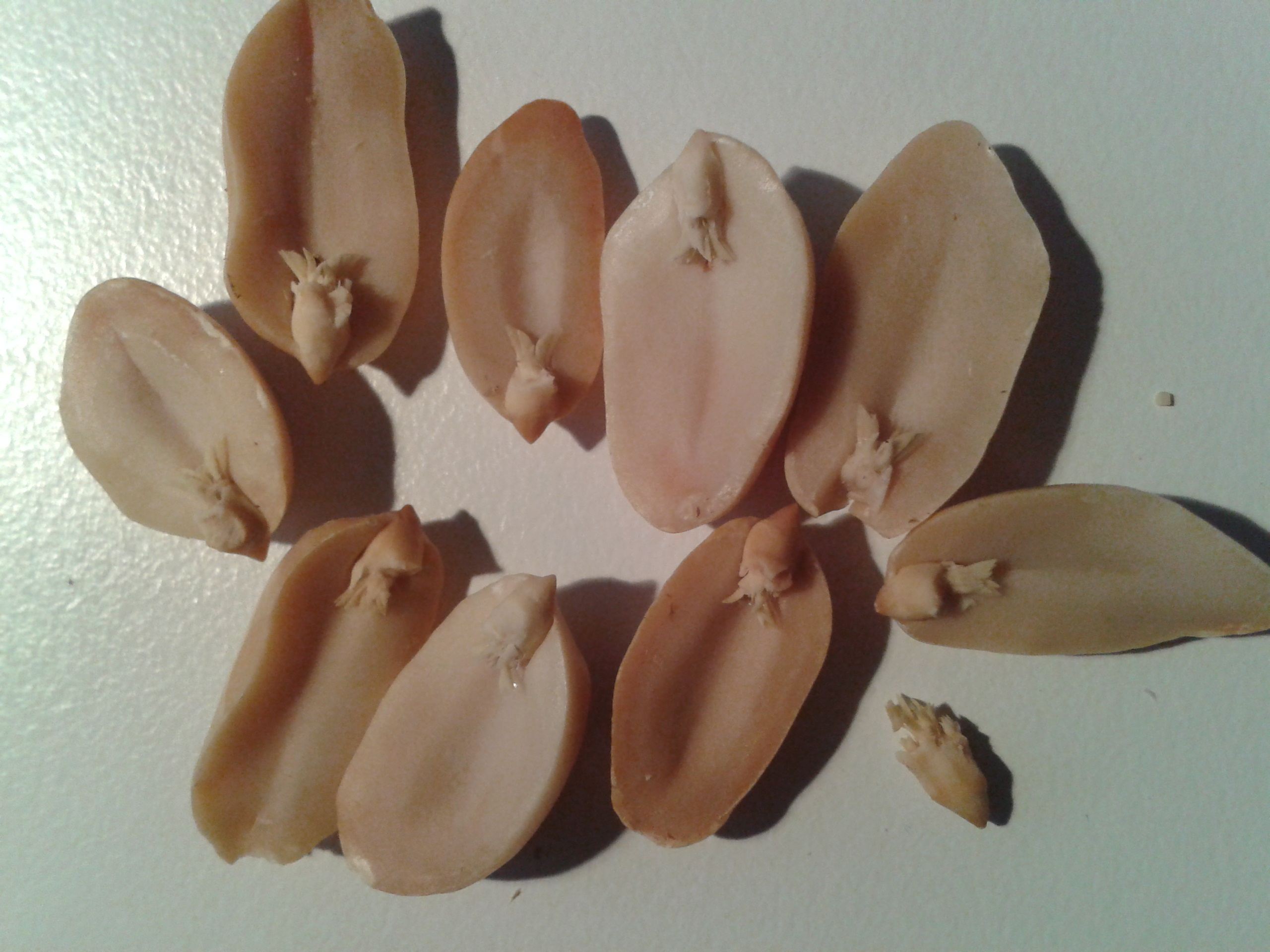
Graines d'arachide divisées en deux montrant les embryons avec cotylédons et racine primordiale

Le cotylédon (scientifiquement nommé  feuille cotylédonaire) est une feuille primordiale constitutive de la graine. C'est une partie importante de l'embryon contenu dans la graine d'une plante. Le nombre de cotylédons présents est une caractéristique utilisée par les botanistes pour classer les plantes à fleurs (angiospermes). Les espèces avec un cotylédon unique sont appelées monocotylédones. Les plantes à deux feuilles embryonnaires sont appelées dicotylédones.

## Étymologie et histoire
Le terme vient du grec, κοτυληδών, κοτυληδόνος , de κοτύλη qui désignait une cavité, un creux, un contenant. Le terme cotylédon a été inventé par Marcello Malpighi (1628-1694).[a] John Ray fut le premier botaniste à reconnaître que certaines plantes en ont deux et d'autres une seule, et finalement le premier à reconnaître l'immense importance de ce fait pour la systématique, dans une notice de son ouvrage Methodus plantarum nova.
Théophraste (IIIe ou IVe siècle av. J.-C.) et Albert le Grand (XIIIe siècle) peuvent également avoir reconnu la distinction entre les dicotylédones et les monocotylédones,.

## Dicotylédones, monocotylédones et gymnospermes

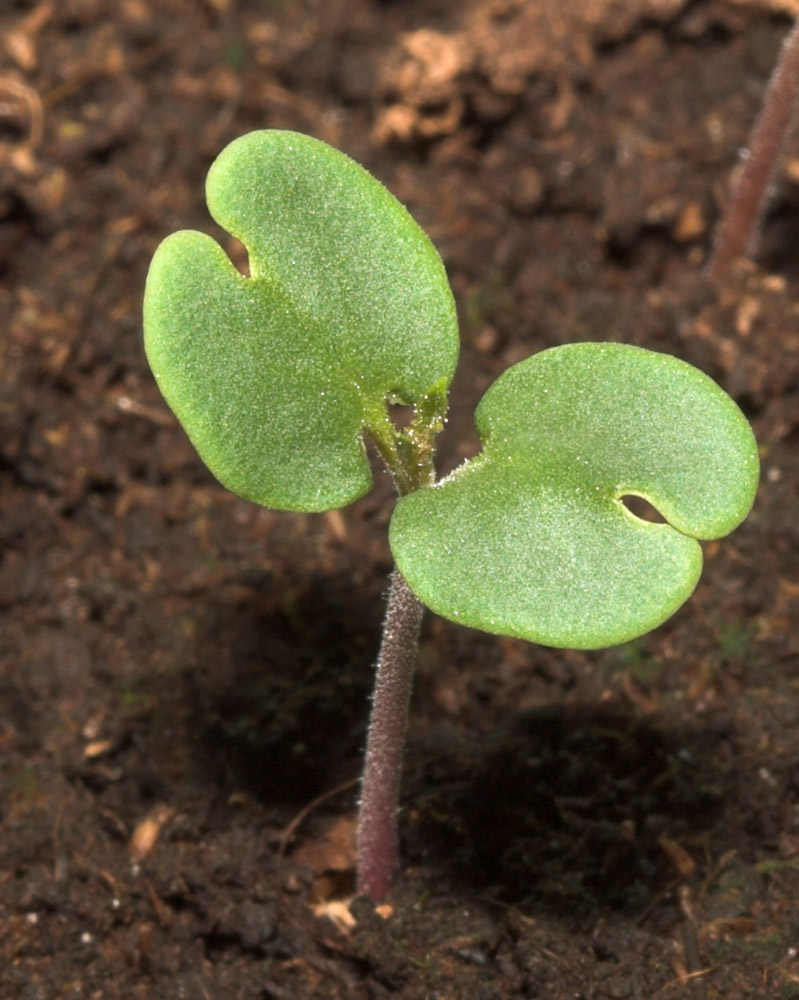
Les deux cotylédons d'une graine de Jacaranda mimosifolia en phase de germination.

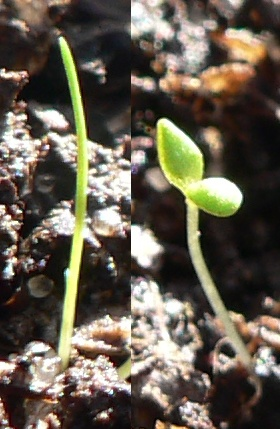
Comparaison d'une germination de monocotylédone (à gauche) et de dicotylédone (à droite).La partie visible de la plante monocotylédone est en fait la première vraie feuille produite à partir du méristème ; le cotylédon lui-même reste dans la graine

Dans le cas des plants de dicotylédones dont les cotylédons sont photosynthétiques (par exemple, courgette,haricot, pois, marronnier, chanvre), les cotylédons sont fonctionnellement similaires aux feuilles. Cependant, les vraies feuilles et les cotylédons sont distincts sur le plan du développement. Les cotylédons se forment au cours de l'embryogenèse, avec les méristèmes des racines et des pousses, et sont donc présents dans la graine avant la germination. Les vraies feuilles, cependant, se forment de manière post-embryonnaire (c'est-à-dire après la germination) à partir du méristème apical de la pousse, qui est responsable de la génération des parties aériennes ultérieures de la plante.
Le cotylédon des graminées et de nombreuses autres monocotylédones (par exemple, blé, maïs) est une seule feuille hautement modifiée composée d'un scutellum et d'un coléoptile. Le scutellum est un tissu situé à l'intérieur de la graine qui est spécialisé pour absorber les aliments stockés dans l'endosperme 

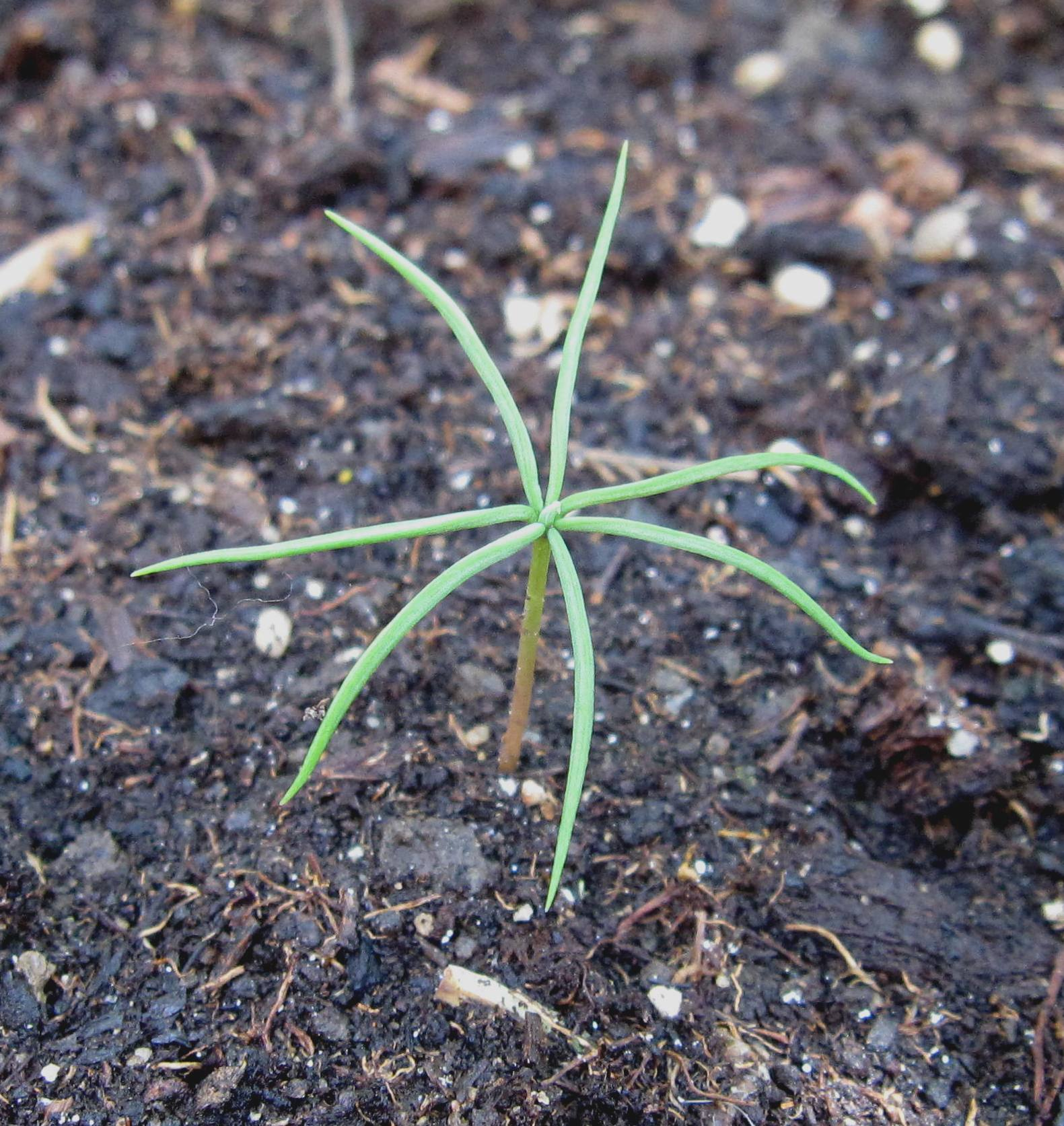
Sapin de Douglas (un conifère) âgé de deux semaines avec sept cotylédons

adjacent. Le coléoptile est un capuchon protecteur qui recouvre la plumule (précurseur de la tige et des feuilles de la plante).
Certaines plantes ont des graines secondairement polycotylédonés : les Gymnospermes peuvent en compter de 2 (cyprès commun) à 24 (Pinus maximartinezii). Les gnetophytes, les cycas et les ginkgos en ont tous 2, alors que chez les conifères, ils sont souvent en nombre variable (multicotylédones), avec 2 à 24 cotylédons formant un verticille au sommet de l'hypocotyle (la tige embryonnaire) entourant la plumule. Au sein de chaque espèce, il existe souvent encore une certaine variation dans le nombre de cotylédons, par ex. Les plants de pin de Monterey (Pinus radiata) en ont 5 à 9 et ceux du pin Jeffrey (Pinus jeffreyi) 7 à 13, mais d'autres espèces sont plus fixes, par ex. Cyprès méditerranéen possédant toujours seulement deux cotylédons. Le nombre le plus élevé signalé concerne le pinyon à gros cônes (Pinus maximartinezii), avec 24.

## Germination épigée versus hypogée

Représentation schématique de la germination épigée vs hypogée

La germination peut prendre deux formes:
- germination épigée, implique que les cotylédons sont poussés au-dessus du sol. Normalement, le cotylédon lui-même contient très peu de nutriments dans les plantes présentant ce type de germination. Au lieu de cela, les premières feuilles embryonnaires, qui sont déjà repliées à l'intérieur du cotyledon, se développent et la photosynthèse commence à s'y dérouler rapidement[6]; ou
- germination hypogée, ne s'étendant pas, restant sous terre et ne devenant pas photosynthétique. Ce dernier cas est généralement le cas lorsque les cotylédons agissent comme un organe de stockage, comme dans de nombreuses noix et glands[7].

Les plantes hypogées ont (en moyenne) des graines nettement plus grosses que les plantes épigées. Ils sont également capables de survivre si la plantule est coupée, car les bourgeons du méristème restent sous terre (avec les plantes épigées, le méristème est coupé si la plantule est broutée). Le compromis est de savoir si la plante doit produire un grand nombre de petites graines ou un plus petit nombre de graines qui ont plus de chances de survivre,.
Les plantes apparentées peuvent présenter un mélange de développement hypogé et épigé, même au sein d'une même famille de plantes. Les groupes qui contiennent à la fois des espèces hypogées et épigées comprennent, par exemple, la famille des conifères de l'hémisphère sud, les Araucariaceae, la famille des pois, les Fabaceae, et le genre Lilium (voir Types de germination des graines de lys). Le haricot commun, Phaseolus vulgaris, fréquemment cultivé dans le jardin, est épigé, tandis que le haricot d'Espagne étroitement apparenté, Phaseolus coccineus, est hypogé.

## Morphologie
La forme des cotylédons est en général très différente de celle des feuilles, et peut être extrêmement variable d'une espèce à l'autre.
Toutefois les cotylédons, constituant des proto-feuilles primordiales dans l'évolution, ont une variabilité moindre que les feuilles évoluées, avec une forme simple non découpée : linéaire, ovale, elliptique, non incisée ni crénelée.

## Galerie

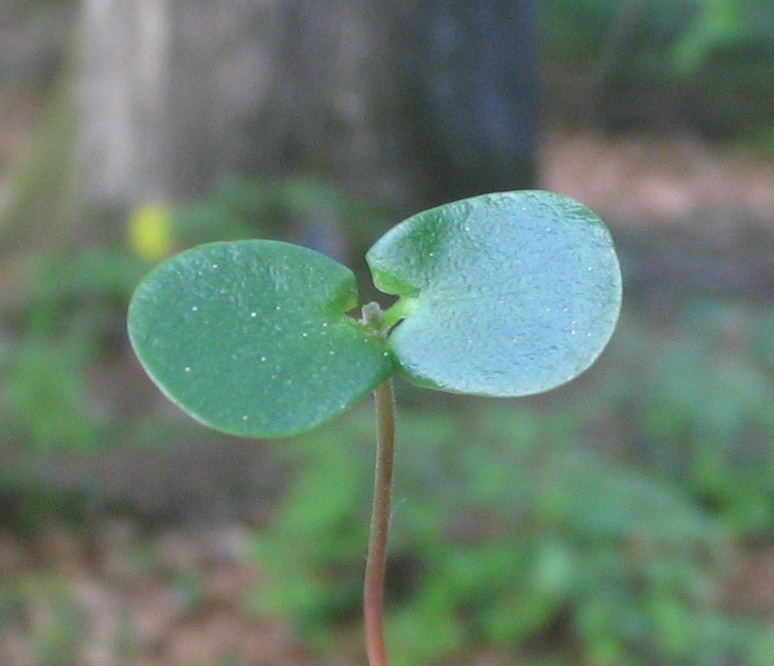
Carpinus betulus (charme)
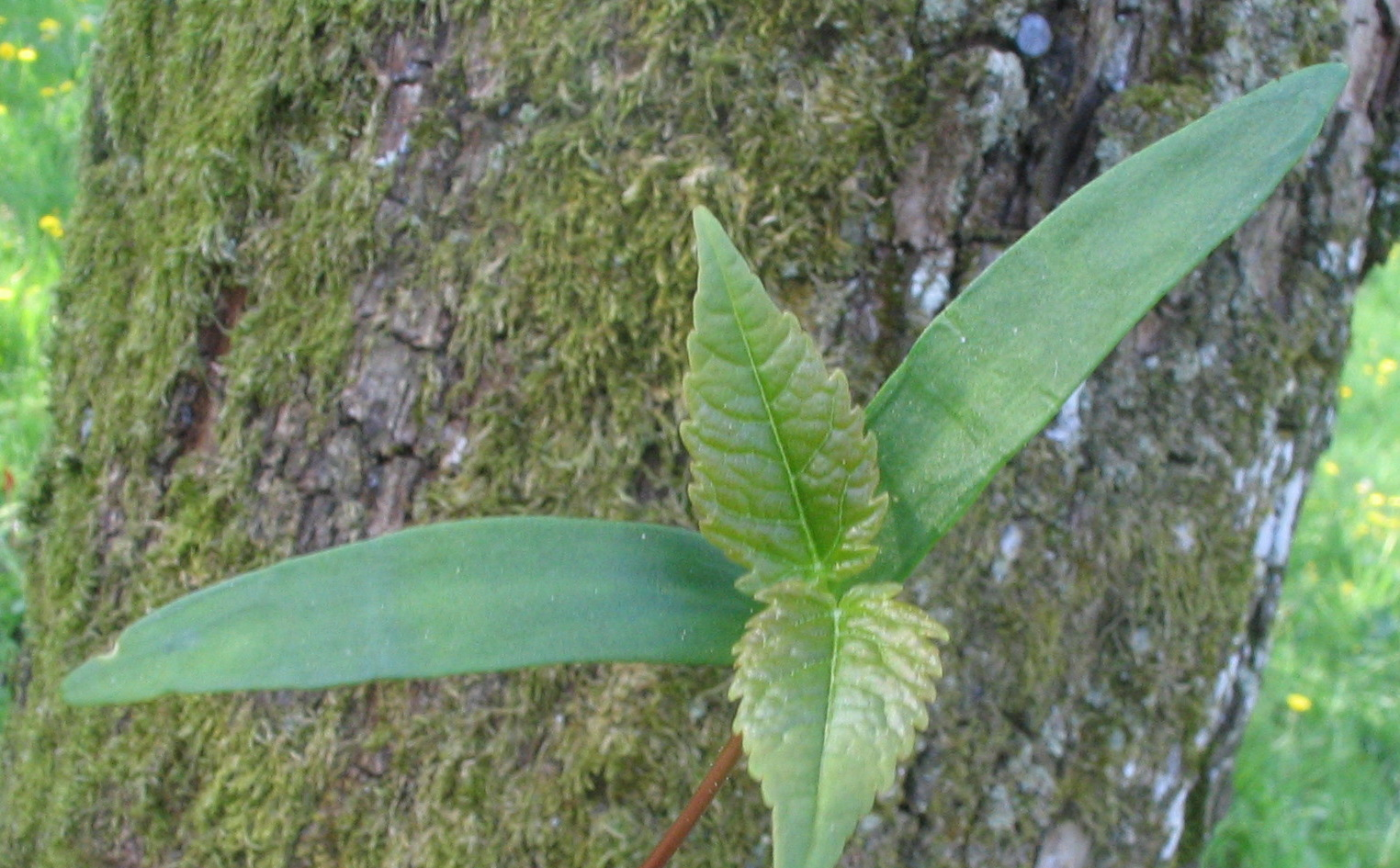
Acer pseudoplatanus (Erable sycomore). La forme des deux cotylédons est très différente de celle des premières feuilles
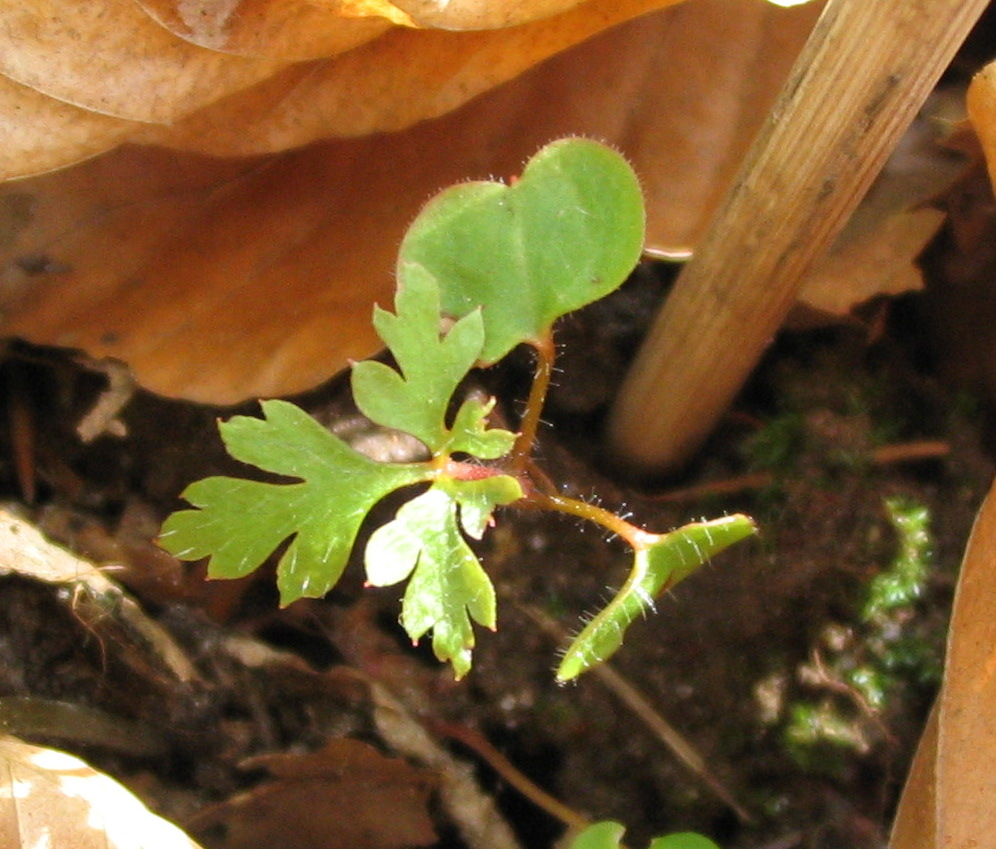
Geranium robertianum (Herbe à Robert)
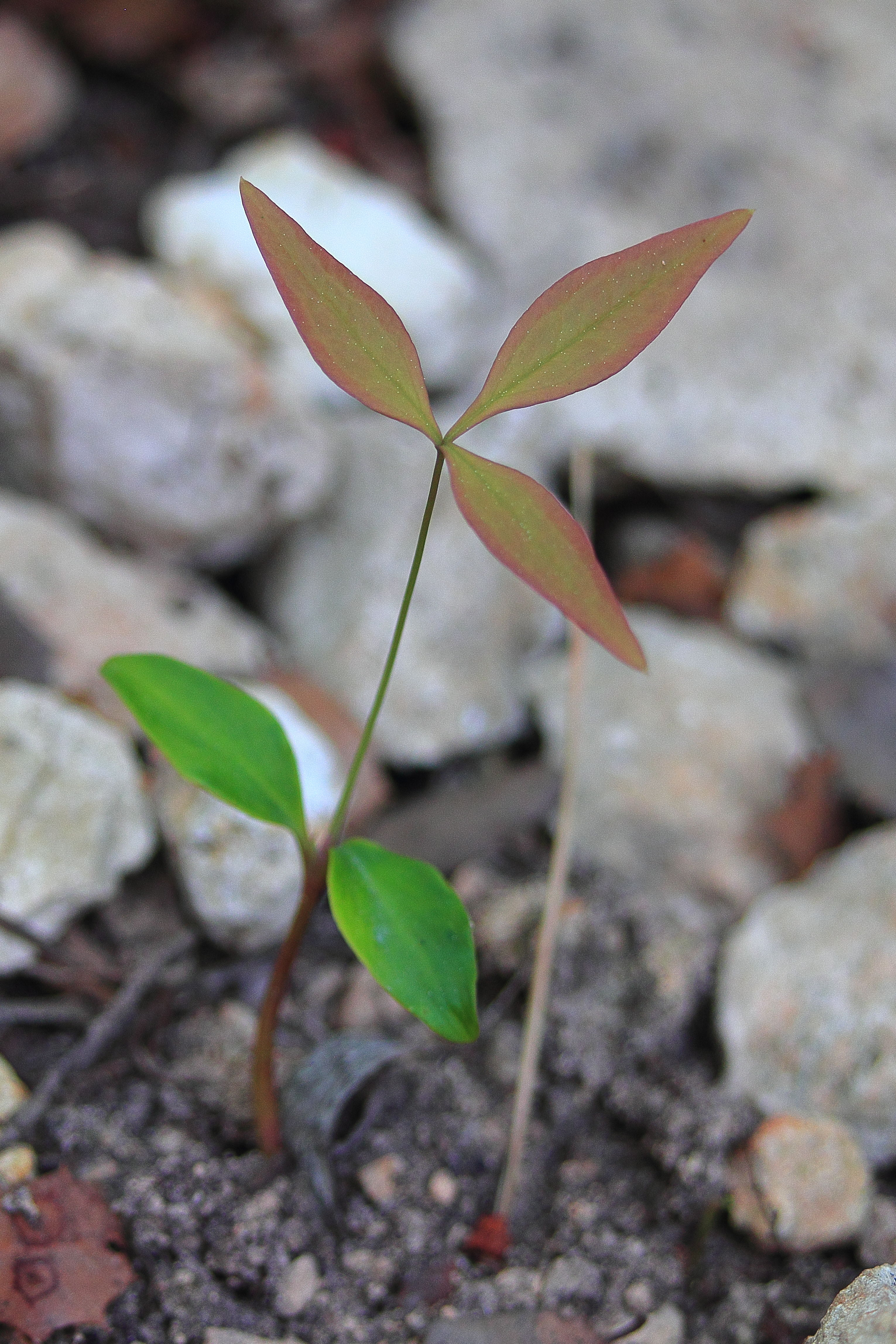
Nandina domestica (bambou sacré). La couleur des deux cotylédons diffère de celle de la première feuille
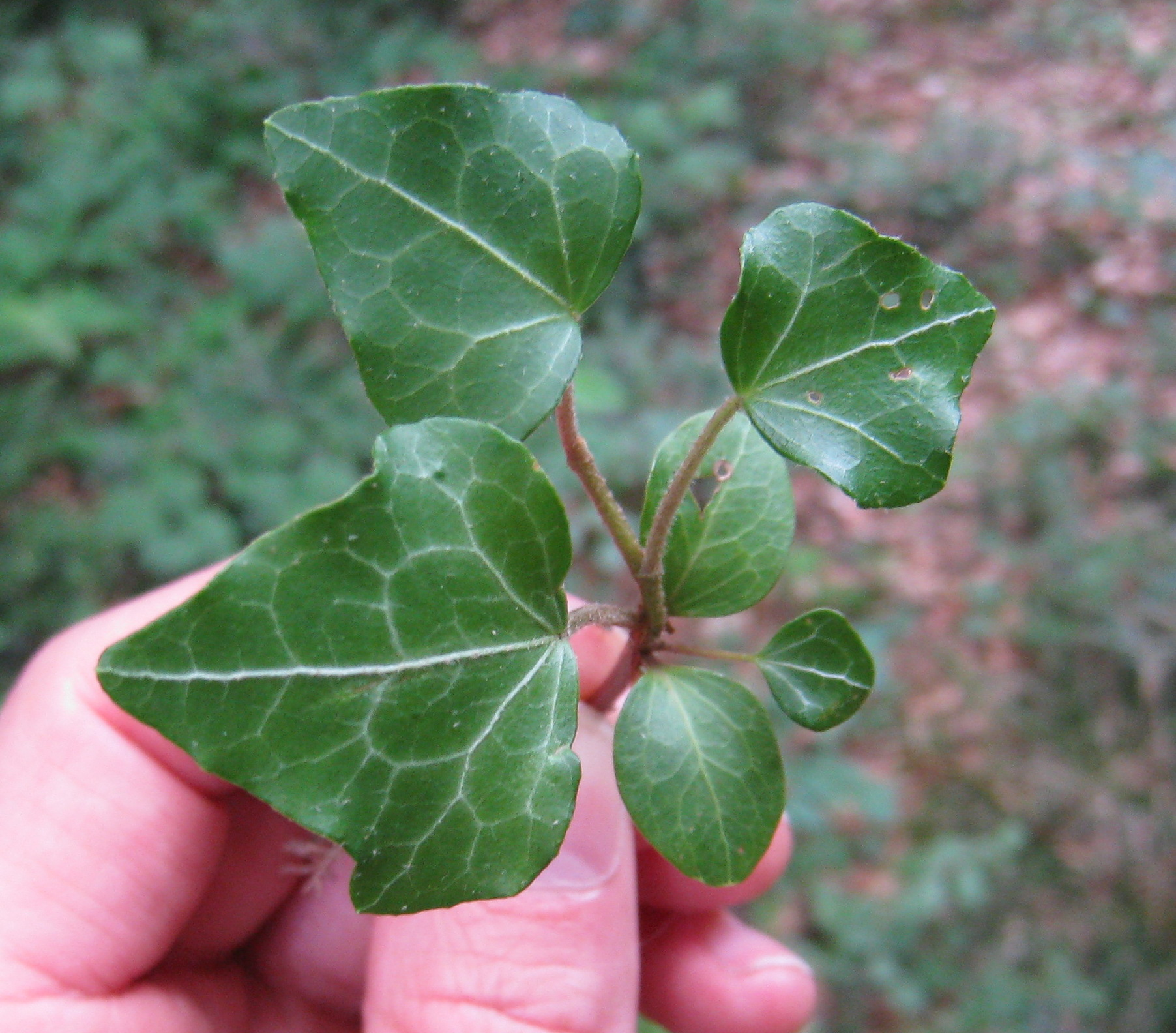
Hedera helix (Lierre). La forme des deux cotylédons est similaire à celle des premières feuilles